# Индустријска област (Верчели)
Индустријска област је насеље у Италији у округу Верчели, региону Пијемонт.
Према процени из 2011. у насељу је живело 36 становника. Насеље се налази на надморској висини од 125 м.